# Alvaredo
Alvaredo és una freguesia portuguesa del concelho de Melgaço, amb 4,48 km² de superfície i 614 habitants (2001). La seva densitat de població és de 137,1 hab/km².